# Ampliació de Casa Verdaguer
L'Ampliació de Casa Verdaguer és una obra de Folgueroles (Osona) protegida com a Bé Cultural d'Interès Local. Està al costat de la Casa Museu Verdaguer.

## Descripció
Casa entre mitgera, de planta baixa, pis i golfes. Dos graons donen accés al portal d'entrada, rectangular i adovellada, com la resta d'obertures (les finestres) que presenta la façana principal. Tant a la planta baixa com al primer pis hi ha portals tapiats que antigament comunicaven amb la casa del costat, la número 7.
L'immoble, construït amb carreus units amb morter de fang, forma una unitat amb l'actual Casa Museu Verdaguer.